# Haw Par
Haw Par Corporation Limited est une société basée à Singapour, active dans les domaines de la santé, des produits de loisirs, de l'immobilier et des investissements. Elle est à l'origine du baume du tigre. 
Kwan Loong fait également partie de ses marques. Elle possède et exploite également des destinations de week-end et de loisirs, telles que les océanariums .
Le groupe Haw Par est propriétaire de deux océanariums : l'attraction du océanarium Underwater World, à Sentosa, à Singapour, et le monde sous-marin de Pattaya, en Thaïlande.

## Histoire
Le Baume du tigre a été développé dans les années 1870 par l'herboriste Aw Chu Kin à Rangoon en Birmanie, puis amélioré et commercialisé à Singapour par ses fils Aw Boon Haw et Aw Boon Par. Depuis 1926, il est fabriqué à Singapour et distribué par Haw Par Healthcare.